# Botorrita
Botorrita est une commune d’Espagne, dans la province de Saragosse, communauté autonome d'Aragon, Comarque de Saragosse.

## Histoire
Les plaques de Botorrita y furent découvertes.

## Démographie
D'après le compte de l'Institut National de Statistique, la ville avait en 2006 une population de 503 habitants.